# Ichnocarpus uliginosus
Ichnocarpus uliginosus är en oleanderväxtart som beskrevs av Kerr. Ichnocarpus uliginosus ingår i släktet Ichnocarpus och familjen oleanderväxter. Inga underarter finns listade i Catalogue of Life.